# Крейшомил (Барселуш)
Крейшомил (порт. Creixomil) — район (фрегезия) в Португалии, входит в округ Брага. Является составной частью муниципалитета Барселуш. Находится в составе крупной городской агломерации Большое Минью. По старому административному делению входил в провинцию Минью. Входит в экономико-статистический субрегион Каваду, который входит в Северный регион. Население составляет 858 человек на 2001 год. Занимает площадь 4,17 км².
Покровителем района считается Иаков Зеведеев (порт. São Tiago).